# جوناثان روزنباوم
جوناثان روزنباوم (بالإنجليزية: Jonathan Rosenbaum)‏ هو عالم إنسان أمريكي، ولد في 1947.